# El Sauz de Abajo
El Sauz de Abajo es una localidad del estado mexicano de Michoacán. Es parte del municipio de Zamora.

## Demografía
| Gráfica de evolución demográfica |
|                                  |

| Censo | Población |
| ----- | --------- |
| 1900  | 207       |
| 1910  | 210       |
| 1921  | 215       |
| 1930  | 140       |
| 1940  | 224       |
| 1950  | 255       |
| 1960  | 422       |
| 1970  | 581       |
| 1980  | 955       |
| 1990  | 1351      |
| 2000  | 1369      |
| 2010  | 1492      |
| 2020  | 1587      |